# Áyata Shatru
Áyata Shatru fue un rey de Magadha (India) que reinó en el período 493 a. C.-461 a. C., contemporáneo de Buda.
- Ajatasattu, en idioma pali
- Ajase-o, en idioma japonés

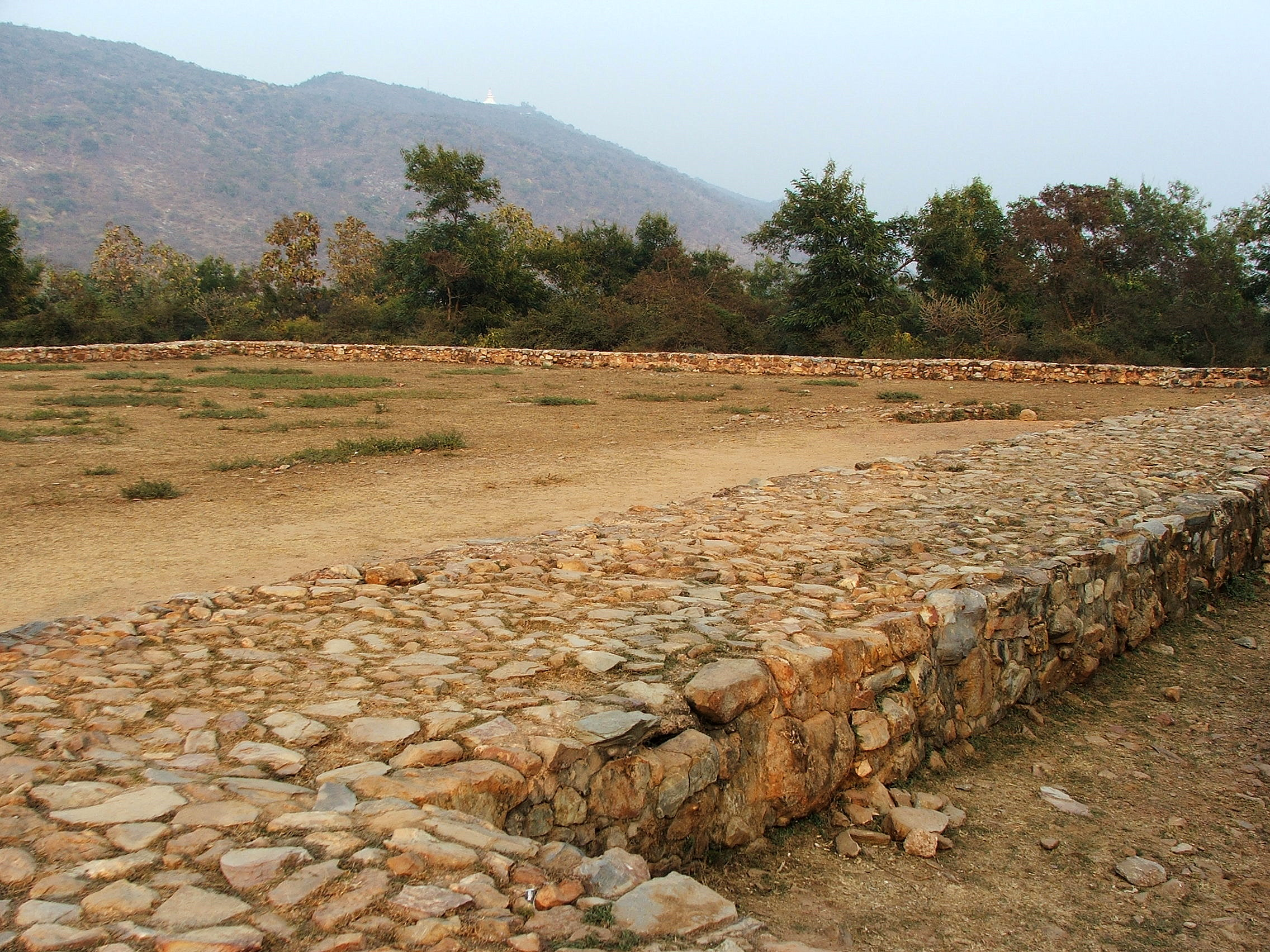
Ruinas de la cárcel donde Áyata Shatru hizo encarcelar y asesinar a su padre Bimbisara; en Rashguir (en el estado de Bijar).

- अजातशत्रु, en escritura devánagari (del idioma sánscrito).
- ájātaśatru, en el sistema AITS (alfabeto internacional de transliteración sánscrita).
- Pronunciación: áyatashatru[1]
- Etimología: á-jāta-śatru significa ‘enemigo no nacido’ (o sea, aquel que es tan bueno que no tiene enemigos, o que sus enemigos aun no han nacido), siendo a: partícula negativa, jāta: ‘nacido’, śatru: ‘enemigo’.[1] También puede verse traducido como ‘victoria sobre los enemigos’. Traducciones chinas de escrituras budistas interpretan Ájata Shatru como ‘enemigo antes de nacer’ o ‘enemigo no nacido’.

También se le daba el nombre de Áyata Shatru a:
- el dios Shivá
- el rey pándava Iuddhi Shtirá
- un rey de Kashi (actual Benarés)
- un hijo de Śamika

Incitado por Devadatta, Áyata Shatru usurpó el trono de Magadha tras matar a su padre, el rey Bimbisara, quien era budista (seguidor de Buda). Áyata Shatru intentó también matar a Buda y sus discípulos al soltar un elefante enloquecido para que los atropellara. Áyata Shatru llevó a su reino a la guerra contra el rey Prasena Shit de Koshala por el dominio de Kashi, pero luego hizo paz con Kosala.
Durante el reinado de Virudhaka —el hijo de Prasenashit—, Áyata Shatru conquistó Koshala. Durante el reinado de Áyata Shatru, Magadha se convirtió en el reino más poderoso de la India.
Un año después de la muerte de Buda, Áyata Shatru se convirtió al budismo y apoyó la realización del Primer Concilio Budista para la colección de las enseñanzas de Buda.

## Leyenda
En su vejez, Áyata Shatru contaba una leyenda acerca de su niñez. Debido a que su madre Vaideji —esposa del cruel rey Bimbisara— no había concebido ningún heredero, este consultó a un adivino. El adivinador le contó que un santo ermitaño que vivía en las montañas, renacería como hijo del rey después de morir. Bimbisara estaba tan ansioso por concebir un hijo que mandó matar al santo. Poco después, Vaideji concibió un varón, pero el adivinador predijo que el niño (que era el santo asesinado) se convertiría en enemigo del rey y vengaría su muerte. Bimbisara mandó matar al bebé.
Áyata Shatru contaba que había sido arrojado desde lo alto de una torre, pero que —como era inmortal— había sobrevivido con solo un dedo roto. Por eso era llamado «Dedo Roto». Se dice que fue persuadido por Devadatta —quien le reveló la historia de su nacimiento— para rebelarse en contra de su padre.
Después de matar a su padre, Áyata Shatru dijo haberse sentido arrepentido. Atormentado por la culpa, virulentos dolores aparecieron en el decimoquinto día del segundo mes de su decimoquinto año, y le predijeron que fallecería tres semanas después, en el séptimo día del tercer mes. Ante el consejo de su médico y ministro Yívaka, buscó a Buda, quien le enseñó las doctrinas del Sutra del nirvana. Así Áyata Shatru fue capaz de erradicar su mal karma y prolongar su vida.